# ستيف بورتون (لاعب كرة قدم)
ستيف بورتون (بالإنجليزية: Steve Burton)‏ (9 أكتوبر 1983 بدونكاستر في المملكة المتحدة - ) هو لاعب كرة قدم بريطاني في مركز الهجوم. لعب مع إيبسويتش تاون ونادي دونكاستر روفرز ونادي كرولي تاون ونادي سكاربورو ونادي جنوب ملبورن ونادي كيترينغ تاون ونادي تاموورث وكانفي آيلاند وليه جنيسيس ‏ ونادي هاروجيت تاون ونادي جيزيلي ‏ وBalcatta Etna FC ‏ وBayswater City SC ‏ وFloreat Athena FC ‏ ونادي بوسطن يونايتد ونادي برادفورد بارك أفنيو.

## وصلات خارجية
- ستيف بورتون على موقع قاعدة بيانات كرة القدم.إي يو (الإنجليزية)
- ستيف بورتون على موقع Soccerbase.com (لاعب) (الإنجليزية)